# Вальє-де-Вальдебесана
Вальє-де-Вальдебесана (ісп. Valle de Valdebezana) — муніципалітет в Іспанії, у складі автономної спільноти Кастилія-і-Леон, у провінції Бургос. Населення — 592 особи (2010).
Муніципалітет розташований на відстані близько 280 км на північ від Мадрида, 70 км на північ від Бургоса.
На території муніципалітету розташовані такі населені пункти: (дані про населення за 2010 рік)
- Аргомедо: 28 осіб
- Арнедо: 7 осіб
- Бесана: 48 осіб
- Кастрільйо-де-Бесана: 11 осіб
- Сільєруело-де-Бесана: 74 особи
- Кубільйос-дель-Рохо: 18 осіб
- Ербоса: 28 осіб
- Ос-де-Арреба: 11 осіб
- Ландравес: 6 осіб
- Монтото: 16 осіб
- Мунілья: 3 особи
- Праділья-де-Ос-де-Арреба: 12 осіб
- Кінтанаентельйо: 16 осіб
- Кінтанілья-де-Сан-Роман: 12 осіб
- Ріаньйо: 13 осіб
- Сан-Сібріан: 4 особи
- Сан-Вісенте-де-Вільямесан: 6 осіб
- Сонсільйо: 169 осіб
- Торрес-де-Абахо: 18 осіб
- Вільябасконес-де-Бесана: 6 осіб
- Вільямедіана-де-Сан-Роман: 5 осіб
- Віртус: 81 особа

## Демографія
Динаміка населення (INE ):